# Mötley Crüe
Mötley Crüe (pronunciado /ˈmɒt li/  /kru/) é uma banda norte-americana de glam metal formada em Los Angeles, Califórnia em 1981.
A banda é formada pelo baixista Nikki Sixx (que estava envolvido numa banda chamada London) e pelo baterista Tommy Lee, mais tarde entraram o guitarrista Mick Mars e o cantor Vince Neil. Mötley Crüe vendeu mais de 80 milhões de álbuns em todo o mundo, é considerada uma das melhores bandas de glam do mundo e pioneira nesse estilo.
O último álbum de estúdio da banda, Saints of Los Angeles, foi lançado em 28 de junho de 2008, enquanto estava sendo filmada uma adaptação da autobiografia da banda, que foi lançada em 2009. Em 2014 e 2015, a banda realizou até então a sua última turnê, sendo conhecida como "The Final Tour".
Em março de 2019 é lançado pela Netflix o filme The Dirt – Confissões do Mötley Crüe, adaptação do livro biográfico de mesmo nome lançado em 2001. O sucesso do filme acompanhado de sua trilha sonora fez com que a banda anunciasse seu retorno para uma nova turnê em 18 de novembro de 2019.

## História

### Formação e primeiros anos (1981-1983)
O Mötley Crüe foi formado em 17 de janeiro de 1981 quando o baixista Nikki Sixx saiu da banda London e começou a ensaiar com Tommy Lee e com o vocalista/guitarrista Greg Leon. Lee tinha trabalhado antes com Leon numa banda chamada Suite 19 e o trio continuou ensaiando e praticando até que eventualmente, Leon decidiu parar. O baixista e o baterista começaram a procurar por novos membros. Sixx e Lee encontraram um novo guitarrista, Robert "Mick Mars" Deal. Mars foi ouvido e depois foi contratado por Sixx e por Lee. Mars tinha tocado numa banda, White Horse, quando um dos membros da banda denominou o grupo de "a motley looking crew.". Ele se lembrou da frase e depois copiou isso para usar como nome para a banda: Mottley Cru. Falando rapidamente a palavra, fica 'Mötley Crüe', e foi esse o nome escolhido para a banda, também para homenagear a cerveja alemã, que os membros bebiam no momento. Lee conheceu Neil na escola Royal Oak H.S. (Ensino Médio) em Covina e tocaram em duas bandas de garagem. Vendo sua performance na banda Rockandi (pronuncia-se Rock-Candy), Neil fez um ansioso teste e foi aceito por Lee.
O primeiro  álbum  deles era uma produção independente chamada Too Fast For Love, que foi produzida pela Lethur Records. Logo em seguida eles assinam um contrato com a Elektra Records, que remixou o álbum e a banda partiu em turnê. Em 1983 lançam o álbum Shout at the Devil, que apresenta hits como "Looks That Kill", "Ten Seconds To Love" e "Too Young To Fall In Love".

### No apogeu da fama (1984-1991)
Depois do Shout at the Devil de 1983, lançaram o clássico Theatre of Pain em 1985 e em 1987, lançaram Girls, Girls, Girls. Os últimos álbuns, mostrava um Mötley Crüe com motos, whiskey e stripers.
O Mötley Crüe continua sua carreira e lança novos álbuns. Em 1989 eles lançam um novo álbum, Dr. Feelgood, com o hit "Kickstart My Heart". Em seguida, lançam Decade of Decadence, após o qual sai o vocalista Vince Neil e entra John Corabi.

### Era John Corabi e volta de Vince (1992-2003)
Em 1994 eles lançam mais um álbum, intitulado Mötley Crüe. Vince Neil volta e eles gravam mais um álbum em 1997, o Generation Swine. Em 1998 o contrato com a Elektra Records se acaba. Então a banda criou seu próprio selo, o Mötley Records. Em 2000 lançaram o álbum New Tattoo.

### Reunião, último álbum e turnê de despedida (2004-2015)

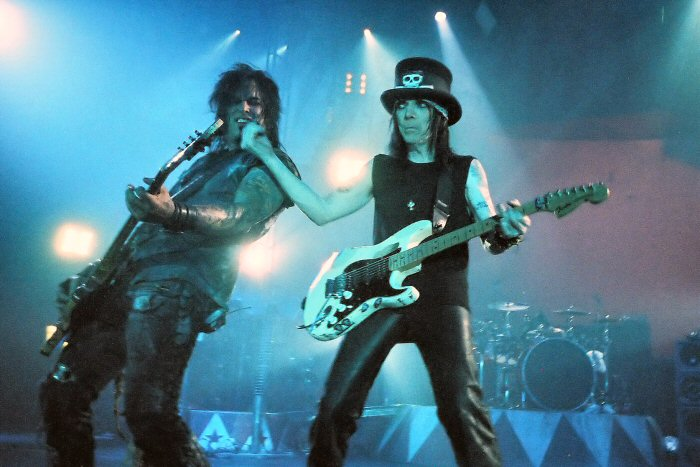
Nikki Sixx e Mick Mars tocando na em Glasgow, Escócia em 2005.
Foto: Alec MacKellaig.

A banda volta a se reunir em 2004 e lança a coletânea Red, White & Crüe. Anunciaram que voltaram aos estúdios para gravar um novo disco e em 2008, sai o último álbum do Mötley Crüe, Saints of Los Angeles. Em 2014 e 2015, realizaram sua última turnê, após a qual encerraram definitivamente suas atividades.

## Integrantes

### Formação atual
- Nikki Sixx - baixo, teclado, piano e vocal de apoio (1981-2015-Atualmente)
- John 5 - Guitarra solo (2022-Atualmente)
- Tommy Lee - bateria, percussão, piano, teclado e vocal de apoio (1981-1999; 2004-2015-Atualmente)
- Vince Neil - vocal,  guitarra rítmica e harmônica (1981-1992; 1996-2015-Atualmente)

### Membros anteriores
- John Corabi - vocal, guitarra, baixo, piano e teclado (1992-1996)
- Randy Castillo - bateria e percussão (1999-2002, sua morte)
- Samantha Maloney - bateria e percussão (2002-2004)
- Mick Mars - Guitarra solo e vocal de apoio (1981-2015-2022)

## Discografia

### Álbuns de estúdio
- 1981: Too Fast for Love
- 1983: Shout at the Devil
- 1985: Theatre of Pain
- 1987: Girls, Girls, Girls
- 1989: Dr. Feelgood
- 1994: Mötley Crüe
- 1997: Generation Swine
- 2000: New Tattoo
- 2008: Saints of Los Angeles

### Compilações
- 1991: Decade of Decadence
- 1998: Greatest Hits
- 1999: Supersonic and Demonic Relics
- 2003: 20th Century Masters - The Millennium Collection: The Best of Mötley Crüe
- 2003: Music to Crash Your Car to: Volume 1
- 2004: Music to Crash Your Car to: Volume II
- 2005: Red, White & Crüe
- 2009: Greatest Hits
- 2019: The Dirt Soundtrack